# 遊歩百選
遊歩百選（ゆうほひゃくせん）とは、読売新聞が50年記念事業として2002年に呼び掛けを行い、市民参加による投票と選考委員会により選定された風光明媚な歩道などのある地域百選のこと。

## 概要
遊歩百選は読売新聞大阪本社が発刊50周年を記念して、日本では1990年代末～2000年代より手軽で安全なスポーツとして定着し、健康ブームの中で愛好者を増やしているウォーキングを促進する目的もあって選定が呼び掛けられた。
同事業にはJTBが特別協賛したほか、総務省・環境省・国土交通省・農林水産省・日本ウオーキング協会・[日本マスターズ陸上競技連合・日本観光協会・読売テレビ・報知新聞などが後援した。
候補地の選定に当たっては日本全国の市区町村に推薦を依頼、推薦を受けた中から200コースの候補地を選び出し、一般投票の結果を尊重し、選考委員会で百選を決定した。選定にあたっては「健康・環境・観光をキーワードに、将来にわたって長く、広く国民に楽しく利用していただくように」という願いが込められているとのことである。

### 理念
公式サイトに拠れば、歩くことを高齢化社会に向け生涯続けられるスポーツとして、適度に運動して健康に過ごすことで、増大し続け社会問題ともなっている健康保険負担の解決にも貢献しようという意味付けもみられるが、その一方でこういった「歩くことに適した道」を観光資源と位置付け、保存や再開発といった環境整備や、また行楽地として従来の観光目的の旅行に在りがちな「名所だけを乗物で回る」という様式を改め、「観光地をブラブラと歩いて見て回る」という方法で、旅先での交流などや自然保護を訴えているという。
なお地元の地方自治体とも協力し、一過性のイベントを超え、ぶらぶら出来る観光地として、継続的な付加価値サービスの提供や市民参加を通しての地域おこしも視野に入る模様である。

### 備考
これらは、観光地などの敷地内にある歩道がある一方、いわゆる古道や旧道などモータリゼーションの進行に伴って交通の主流が他の道路に移り、付近住民の生活道としての利用を除けば余り利用されなくなった道を含む。
こういった古い道はハイキングなどのような行楽形態に適している半面で、時間の限られる観光客には見向きされにくい傾向もあるが、これも「道」という形態の文化史跡であり、道すがらに文化遺産・文化財なども散在する場合もある。また平野や山林を通る道は一種の森林浴のように「自然と触れ合う」ことができる。
かつて旅行といえば時間的な余裕や経済的事情もあって「名所だけ見たらすぐ帰る」という形態を取る傾向にあったが、平成不況では幸か不幸か経済的余裕は余り無いが時間的な余裕はあるという観光客も増え、また気に入った観光地に幾度か足を運ぶリピーター傾向も見られる。
近年ではインターネットなど通信網上の情報も充実、旅行前に様々な情報を得て計画することが一般的といえるが、遊歩百選でも選出地の各々が、盛んに情報発信している様子が見られる。
トレッキングのような専門化されたスポーツないし旅行の形態は少々気後れするかもしれないが、遊歩という形で気軽に漫ろ歩くことは好む人もあるかもしれない。その点で、各々の地域では定期的なイベントを含め、観光客の誘致に熱心であるが、その一方で地元住民による気軽な行楽にも楽しまれている様子も窺える。

## 遊歩百選一覧

### 北海道・東北
- 土橋自然観察教育林（北海道・厚沢部町）
- 裾合平（北海道・東川町）
- ポロトの森（北海道・白老町）
- 種差海岸（青森県・八戸市）
- 奥入瀬渓流と蔦七沼（青森県・十和田市）
- 遠野エリア（岩手県・遠野市）
- 安比高原ブナの二次林（岩手県・八幡平市）
- 北山崎自然遊歩道（岩手県・田野畑村、普代村）
- 白石川堤（宮城県・大河原町）
- 奥松島嵯峨渓（宮城県・東松島市）
- 奥の細道象潟九十九島（秋田県・にかほ市）
- 六郷湧水群（秋田県・美郷町）
- 蔵王高原坊平（山形県・上山市）
- 眺海の森（山形県・酒田市）
- 最上川舟唄のふる里（山形県・大江町）
- 四時川渓谷里山（福島県・いわき市）
- 下野街道（福島県・下郷町、会津美里町）
- 只見川周辺（福島県・柳津町）
- 磐梯高原（福島県・北塩原村）

### 関東
- 歴史の里（茨城県・常陸太田市）
- 自然公園と三名所（栃木県・足利市）
- もうひとつの日光（栃木県・日光市）
- 塩原渓谷歩道（栃木県・那須塩原市）
- 野反湖（群馬県・中之条町）
- 蔵造りの町並み（埼玉県・川越市）
- 草加松原（埼玉県・草加市）
- 北総の小江戸（千葉県・香取市）
- 千倉の花畑（千葉県・南房総市）
- 江戸文化の町（東京都・墨田区、江東区）
- 開港の道（神奈川県・横浜市）
- 西さがみ連邦共和国（神奈川県・小田原市、箱根町、真鶴町、湯河原町）

### 中部
- 福島潟（新潟県・新潟市）
- 銀山平（新潟県・魚沼市）
- 斑尾高原（新潟県・妙高市）
- 松田江の長浜（富山県・氷見市）
- 黒部市生地（富山県・黒部市）
- 石動の寺と石仏（富山県・小矢部市）
- ひがし茶屋街と心の道（石川県・金沢市）
- 山の寺瞑想の道（石川県・七尾市）
- 気比の松原（福井県・敦賀市）
- 富士山北口散策（山梨県・富士吉田市）
- オオムラサキ自然観察歩道（山梨県・北杜市）
- 信玄棒道コース（山梨県・北杜市）
- 塩田平（長野県・上田市）
- 日本の原風景の旅（長野県・飯山市）
- 赤沢自然休養林（長野県・上松町）
- 中山道（長野県・南木曽町）
- 白馬小径（長野県・白馬村）
- 町並みと城址（岐阜県・恵那市）
- 濁河温泉自然探勝路（岐阜県・下呂市）
- 箱根旧街道（静岡県・三島市）
- 踊子歩道（静岡県・河津町、伊豆市）
- 寸又峡渓谷（静岡県・川根本町）
- 美濃路（愛知県・名古屋市、清須市）

### 近畿
- まちなみ（滋賀県・近江八幡市）
- 醒井湧くわく街道（滋賀県・米原市）
- 湖の辺の道（滋賀県・長浜市）
- 伏見地区（京都府・京都市）
- 倉庫群と舞鶴湾（京都府・舞鶴市）
- 竹林かぐや姫の里（京都府・向日市）
- かやぶきと虹の湖 （京都府・南丹市）
- 上町台地北（大阪府・大阪市）
- 百舌鳥古墳群エリア（大阪府・堺市）
- 旧居留地と花の回廊（兵庫県・神戸市）
- 但馬の小京都（兵庫県・豊岡市）
- 今井寺内町（奈良県・橿原市）
- 大和の古道紀行（奈良県・桜井市）
- 曽爾高原（奈良県・曽爾村）
- 明日香村一帯（奈良県・明日香村）
- 熊野古道（和歌山県、奈良県、三重県）
- 赤目四十八滝（三重県・名張市）

### 中国・四国
- 浦富海岸（鳥取県・岩美町）
- 大山山麓淀江（鳥取県・米子市）
- 智頭往来と智頭宿（鳥取県・智頭町）
- 散歩道（島根県・津和野町）
- 国賀海岸（島根県・西ノ島町）
- 風の道（岡山県・倉敷市）
- 勝山町並み保存地区（岡山県・真庭市）
- 呉の港（広島県・呉市）
- 萩往還（山口県・萩市）
- 秋芳洞、秋吉台（山口県・美祢市）
- 眉山（徳島県・徳島市）
- 屋島（香川県・高松市）
- 塩飽本島（香川県・丸亀市）
- 肱南の町並み（愛媛県・大洲市）
- 天狗高原（高知県・津野町）

### 九州・沖縄
- 門司港レトロ（福岡県・北九州市）
- 弥生の里から水の郷（佐賀県・神埼市）
- 蕨野地区の棚田（佐賀県・唐津市）
- 国民公園都市（長崎県・島原市）
- 尾平自然散策路（大分県・豊後大野市）
- 三之宮峡（宮崎県・小林市）
- 歴史的町並みと海岸（宮崎県・日向市）
- 野仏の里と神話（宮崎県・高千穂町）
- 渓谷トロッコ道（宮崎県・日之影町）
- 鞍岳遊歩（熊本県・菊池市）
- 溶岩渚遊歩道（鹿児島県・鹿児島市）
- 大川原峡悠久の森（鹿児島県・曽於市）
- バンナ公園（沖縄県・石垣市）
- グスクロード（沖縄県・南城市）